# Mattel Films
Mattel Films es la división de producción cinematográfica de Mattel formada originalmente el 16 de octubre de 2013, como Mattel Playground Productions como parte de Mattel Global Brands, una unidad de estrategia y estructura de medios unificada.
El 31 de marzo de 2016, Mattel colocó la división dentro de una división recién creada en ese momento, Mattel Creations, absorbió sus operaciones y, siete meses después, la hizo desaparecer debido a la mala recepción de taquilla del estreno de la película de acción real de Max Steel. El 6 de septiembre de 2018, la división fue revivida y reformada como Mattel Films.

## Historia
Una empresa conjunta en 1970 con el productor Robert B. Radnitz, que produjo películas familiares como Sounder, Where the Lilies Bloom, y A Hero Ain't Nothin' but a Sandwich. 

Antiguo logotipo de Mattel Playground Productions

El 26 de octubre de 2013, Mattel lanzó Playground Productions (abreviado como Mattel PGP o simplemente PGP) como su estudio cinematográfico interno para manejar producciones multimedia y fomentar la narración creativa de sus marcas para la distribución global multiplataforma. Su primer proyecto animado fue Team Hot Wheels: The Origin of Awesome!. Mattel había estado desarrollando una película de acción real de Hot Wheels en Legendary Entertainment y Universal Pictures, películas con las marcas Masters of the Universe y Barbie en Columbia Pictures, una película de Monster High con Universal y una película de Max Steel con Dolphin Entertainment. Se planeó que PGP estableciera planes de narración de tres años que incorporaran todas las partes de las operaciones principales de la empresa, desde los diseñadores de juguetes hasta los productos de consumo y el marketing. David Voss, un aclamado veterano con 20 años de experiencia en el negocio de los juguetes y el entretenimiento, fue nombrado director de la división y vicepresidente senior.
Con WWE el 17 de marzo de 2014, Mattel PGP lanzó una serie corta en línea, WWE Slam City, para acompañar su línea de juguetes dedicada. La serie fue retomada por el bloque de programación NickSports de Nicktoons el 22 de octubre de 2014.
Después de que Voss dejó la división en enero de 2016 para el servicio de suscripción, Loot Crate, Mattel colocó a PGP dentro de Mattel Creations tras su formación junto con sus otras dos unidades de producción de contenido: HIT Entertainment y el equipo de creación de contenido de American Girl en Middleton, Wisconsin. Después del fracaso comercial y crítico de la película de acción real Max Steel el 20 de octubre de 2016, Mattel Playground Productions fue absorbida por Mattel Creations.

### Reforma como Mattel Films
El 6 de septiembre de 2018, Mattel anunció el lanzamiento de una división cinematográfica, Mattel Films, que realizará películas basadas en las marcas de juguetes de la compañía. Fuera de Mattel, la división es ampliamente reconocida como el resurgimiento y reemplazo de Mattel PGP. Mattel Films con el productor de cine nominado al Premio de la Academia Robbie Brenner fue designado para encabezar la división como productor ejecutivo y reportará directamente al director ejecutivo de Mattel, Ynon Kreiz.
Los dos primeros proyectos de la división serán las películas de acción real de Barbie y Masters of the Universe. El 7 de enero de 2019, se anunció que Margot Robbie y Ryan Gosling iban a protagonizar la película de Barbie que sería coproducida con Warner Bros. Pictures y la productora de Robbie, LuckyChap Entertainment. Barbie estrenada en cines de todo el mundo por Warner Bros. Pictures el 21 de julio de 2023, y hasta la fecha ha recaudado más de 1.100 millones de dólares en la taquilla mundial y se convirtió en la película número uno con mayor recaudación en los 100 años de historia de Warner Bros. Pictures.
Con la opción de derechos cinematográficos de Hot Wheels con Legendary Entertainment expiró y volvió a Mattel, su división cinematográfica compró la propiedad a Warner Bros. para asociarse en una película por primera vez el 29 de enero de 2019. La compañía se asoció con Universal Pictures por primera vez el 16 de julio de 2020 para adaptar Wishbone al cine.